# شجرة القينوسي
شجرة القينوسي التاريخية، من أبرز الأشجار المعمّرة في الأردن، ومن أقدم الأشجار التاريخية الموجودة في بلاد الشام، جفّت في عام 2000 عن عمر يقارب 750 عامًا بعدما أدت الحفريات إلى قطع جذرها الرئيسي الممتد في أعماق الأرض، وكانت تُوصف بعميدة أشجار البلوط في الأردن.

## تاريخها
كانت الشجرة مزروعة على يسار الطريق العام من إربد إلى بلدة دير أبي سعيد شمالي الأردن. والشجرة من نوع يُسمّى ملول أو سنديان طابوري كانت ترتفع عن الأرض نحو خمسة أمتار، ويبلغ محيطها 22 مترًا فيما امتدت أغصانها على مساحة 50 مترا مربعًا. وبحسب أهل بلدة سموع، فإنّ هذه الشجرة «قد استظل بها القادة والعلماء والمفكرون، وأقيمت حولها حلقات الدرس والندوات والمهرجانات الثقافية والفنية، وانعقدت تحتها الرايات، وكانت على مدى الزمان مكاناً لتجمع أهالي الكورة وزياراتهم للتبرك بها ومزاراً لكل من قصدها من الشمال والجنوب».

## صور

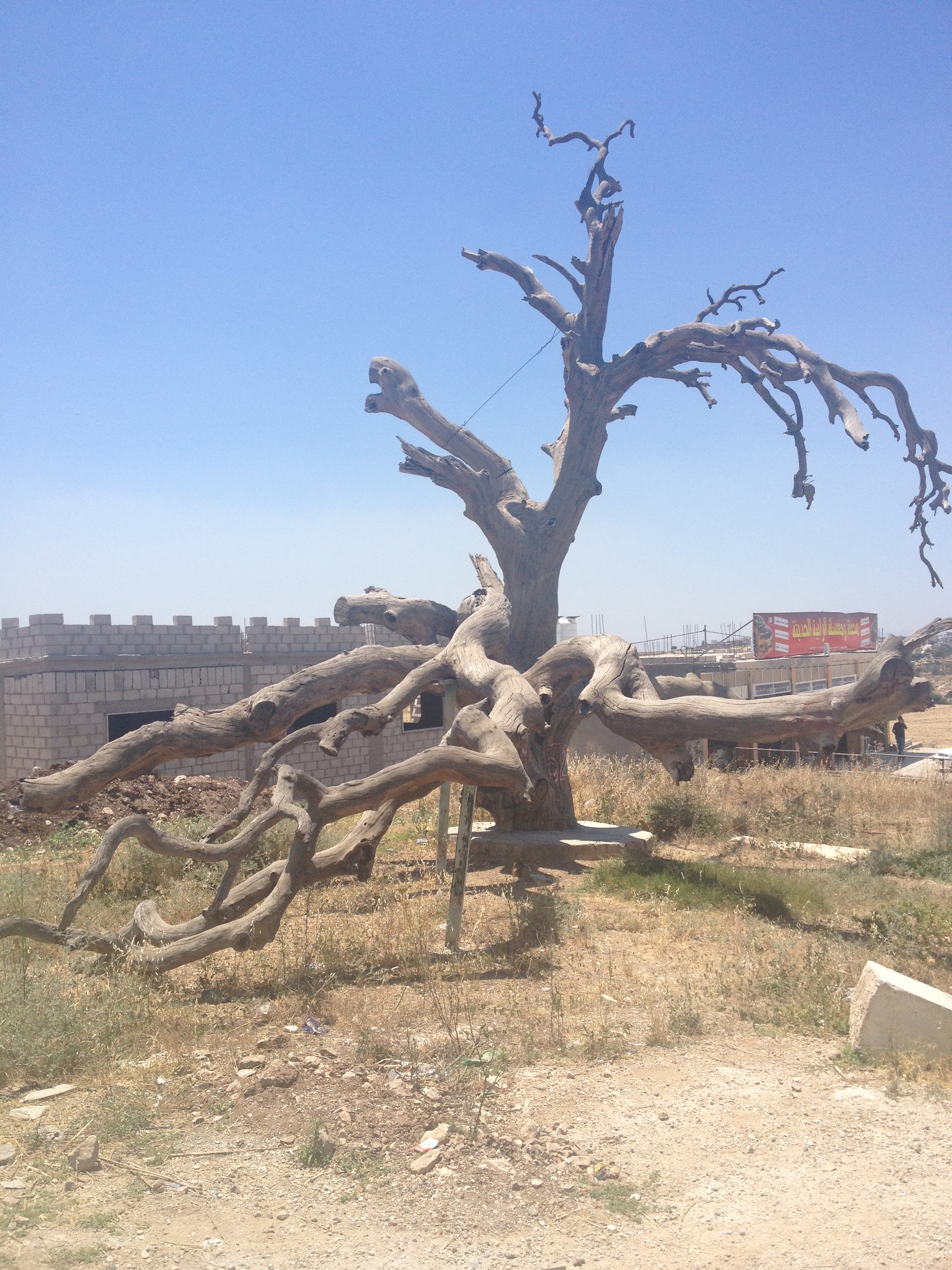
شجرة القينوسي
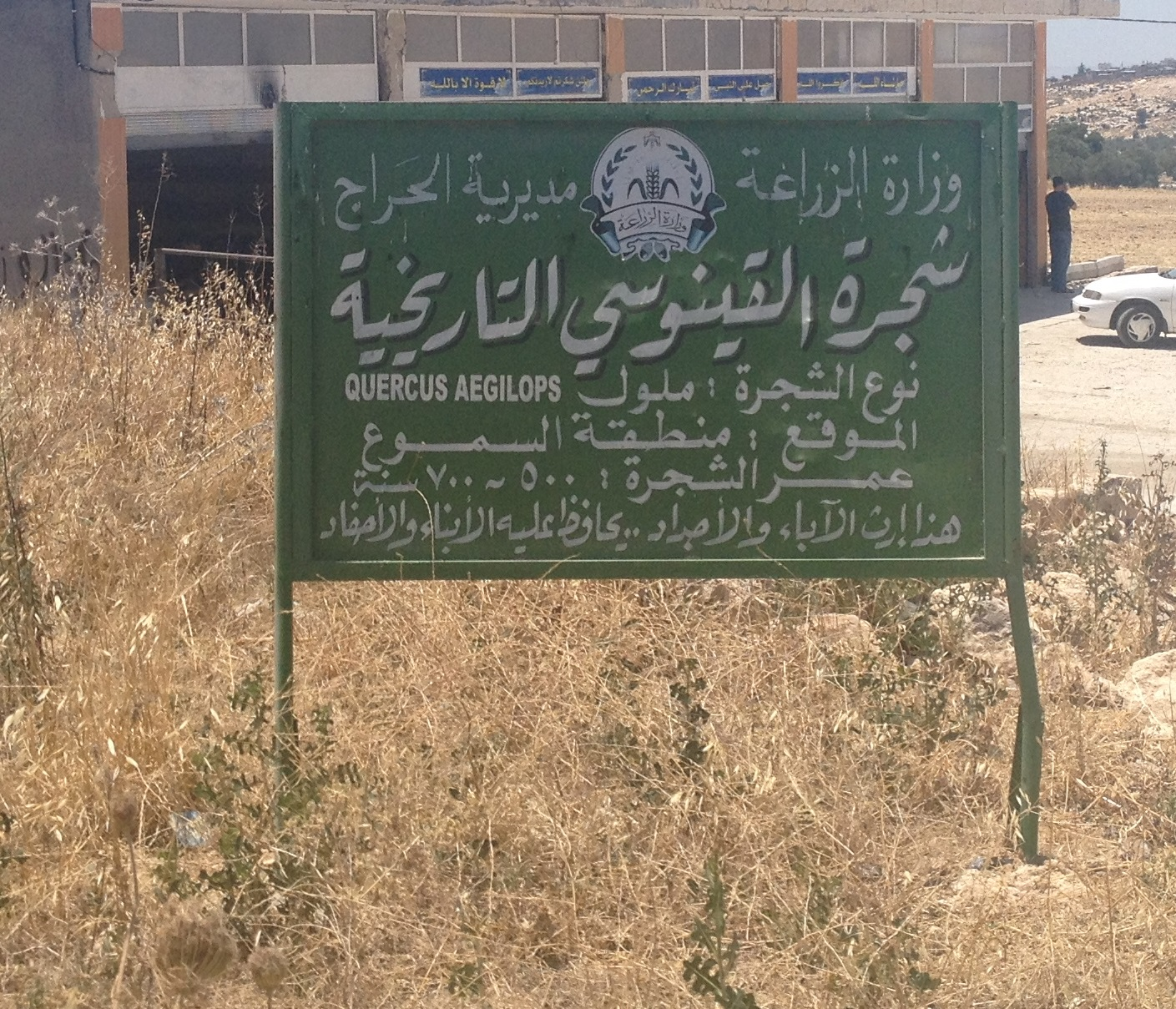
لافتة توضيحية
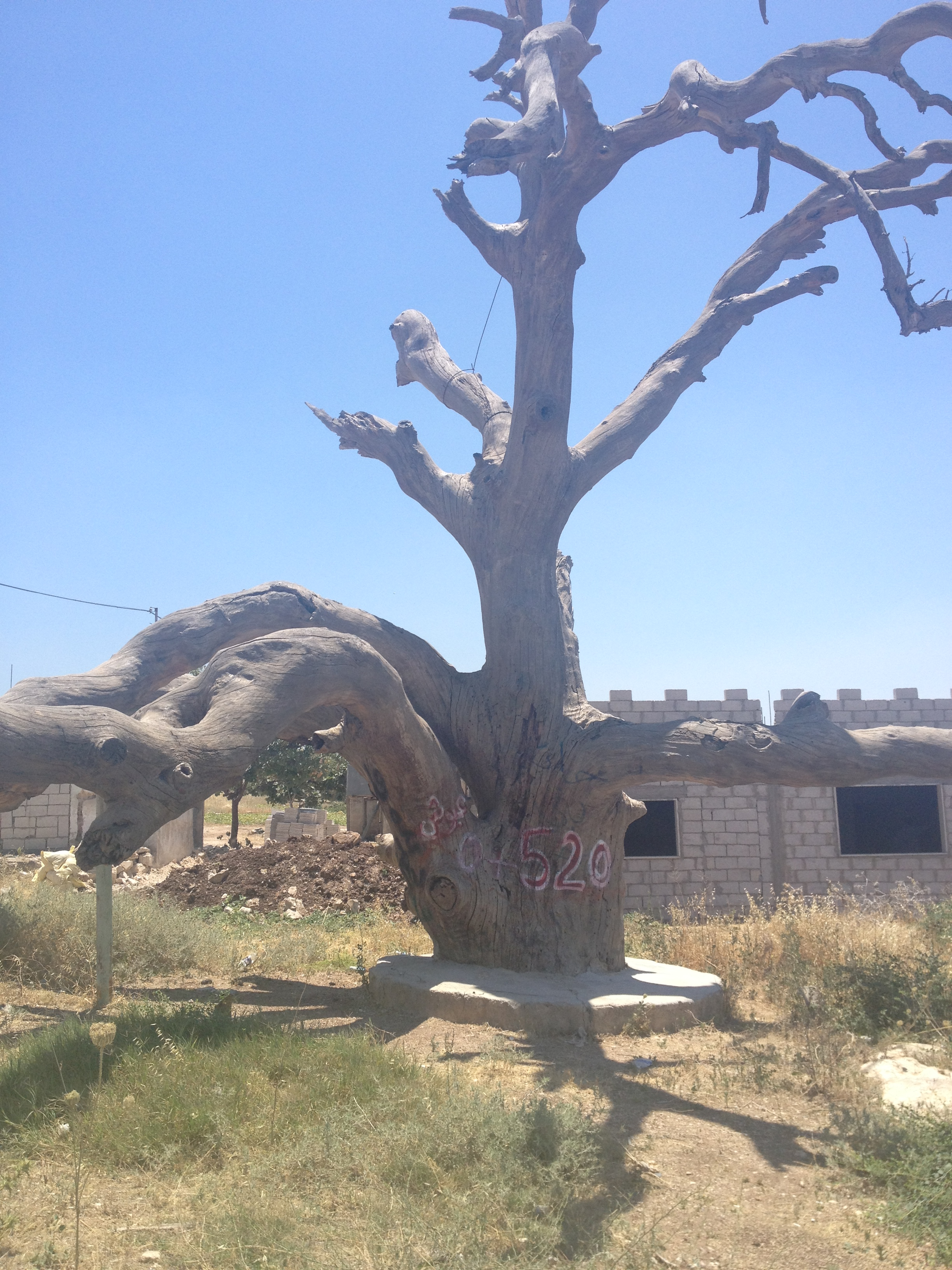
شجرة القينوسي

## طالع أيضًا
- شجرة البقيعاوية.